# Банфилд (футбольный клуб)
«Ба́нфилд» (полное название — исп. Club Atlético Banfield) — аргентинский футбольный клуб из города Банфилд, расположенного в 14 км к югу от Буэнос-Айреса и входящего в Большой Буэнос-Айрес. Один раз, в 2009 году, становился чемпионом Аргентины.

## История
Клуб был основан в 1896 году и назван в честь Эдварда Банфилда, англичанина, организовавшего компанию Южной Железной дороги Буэнос-Айреса. Это один из первых существующих поныне клубов, участвовавших в ранних любительских чемпионатах Аргентины.
В 1930 году у клуба появилось прозвище «Тренеры», поскольку газеты писали, что «нападающие клуба тренируют защитников соперников». Клуб 6 раз побеждал во Втором Дивизионе Аргентины, в Примере же высшее достижение долгое время было 2-е место в чемпионатах 1951 и 2004/05 (Клаусура). Также клуб занял в чемпионате 2003/04 (Апертура) третье место. В 2005 году, в качестве вице-чемпиона Аргентины, клуб принял участие в Кубке Либертадорес и достиг стадии 1/4 финала.
В 2009 году «Банфилд» впервые в своей истории сумел выиграть первенство Аргентины (Апертуру). Его лидерами были такие игроки, как Хамес Родригес, Вальтер Эрвити и мощнейшая атакующая связка уругвайцев — Сантьяго Сильва и Себастьян Фернандес. Вскоре многие футболисты покинули команду, и постепенно «Банфилд» скатился в число аутсайдеров Примеры. В сводной таблице вылета по итогам сезона 2011/12 клуб занял 19-е место и напрямую вылетел в Примеру B Насьональ. По итогам сезона 2013/14 «дрели» заняли первое место в Примере B Насьональ и вернулись в элиту.

## Достижения
- Чемпион Аргентины (1): Апертура 2009
- Вице-чемпион Аргентины (2): 1951, Клаусура 2005
- Финалист Кубка Диего Армандо Марадоны (Профессиональной лиги) (1): 2020
- Чемпион Аргентины во Втором дивизионе (7): 1939, 1946, 1962, 1973, 1992/92, 2000/01, 2013/14